# 삼성 갤럭시 R
삼성 갤럭시 R(Samsung Galaxy R)은 삼성전자에서 2011년 8월 10일에 출시한 안드로이드 스마트폰으로, 갤럭시 S II의 하이엔드 보급형 제품이다.

## 개요
갤럭시 시리즈의 하이엔드급 모델로 S/R/W/M/Y 라인 중 R(Royal)라인에 속한다.

## 색상
- 노블 블랙
- 세라믹 화이트

## 안드로이드2.3 진저브레드업그레이드
갤럭시 R은 출시 당시 2.3.5 진저브레드를 탑재하였다.

## 특수 기능

### 구글 나우
4.0.4 아이스크림 샌드위치 업그레이드와 함께 추가된 기능이다.

### 안드로이드 빔
4.0.4 아이스크림 샌드위치 업그레이드와 함께 추가된 기능이다.

## 같이 보기
- 삼성 갤럭시 S II
- 삼성 갤럭시 W
- 삼성 갤럭시 M 프로
- 삼성 갤럭시 Y
- 삼성 갤럭시 Y 프로